# Lunes d'encre

Logo de la collection

Lunes d'encre est une collection de romans de science-fiction créée en 1999 par les éditions Denoël.
Fondée par Gilles Dumay, cette collection propose des textes de science-fiction, de fantasy et de fantastique. Parmi les auteurs publiés, l'ancienne génération (Jack Vance, Roger Zelazny, Isaac Asimov…) côtoie la nouvelle garde (Ted Chiang, Hal Duncan, Laurent Kloetzer…).
La création de Lunes d'encre s'inscrit dans le contexte d'une profonde refonte de l'édition de science-fiction chez Denoël : la collection Présence du futur est arrêtée, son activité continuant sous le label Folio SF dans une logique de groupe, Denoël appartenant aux éditions Gallimard. De même la collection Présences est arrêtée : Lunes d'encre est créée pour prendre sa succession et continuer à publier de la science-fiction en grand format au sein de Denoël.
Gilles Dumay quitte ses fonctions après dix-huit années de direction fin avril 2017 et il est remplacé par Pascal Godbillon, directeur de la collection Folio SF depuis 2006, collection dont il reste le directeur.

## Liste des titres

### Années 1990

#### 1999
1. Elle qui chevauche les tempêtes par George R. R. Martin et Lisa Tuttle
2. La Dernière Licorne par Peter S. Beagle
3. Existenz par Christopher Priest
4. La Partition de Jéricho par René Reouven
5. Le Bal des loups-garous présenté par Barbara Sadoul

### Années 2000
| Sommaire : | - Haut - 2000 - 2001 - 2002 - 2003 - 2004 - 2005 - 2006 - 2007 - 2008 - 2009 |

#### 2000
1. Les Loups des étoiles par Edmond Hamilton
2. Darwinia par Robert Charles Wilson
3. Les Extrêmes par Christopher Priest
4. La Magnificence des oiseaux par Barry Hughart
5. Les Flammes de la nuit par Michel Pagel
6. Le Voyage de Simon Morley par Jack Finney
7. Isolation par Greg Egan
8. Fugues par Lewis Shiner
9. Les Danseurs de la fin des temps par Michael Moorcock
10. Nouvelles, tome 1 / 1947-1953 par Philip K. Dick
11. Nouvelles, tome 2 / 1953-1981 par Philip K. Dick

#### 2001
1. Sonne le glas de la Terre par James P. Blaylock
2. La Légende de la pierre par Barry Hughart
3. Dans l'océan de la nuit par Gregory Benford
4. À travers la mer des soleils par Gregory Benford
5. Le Prestige par Christopher Priest
6. Lord Démon par Jane Lindskold et Roger Zelazny
7. En des cités désertes par Lewis Shiner
8. L'Invitée de Dracula par Françoise-Sylvie Pauly
9. Huit Honorables Magiciens par Barry Hughart
10. La Forêt des Mythagos - 1 par Robert Holdstock
11. La Forêt des Mythagos - 2 par Robert Holdstock

#### 2002
1. L'Amour au temps des dinosaures par John Kessel
2. La Trilogie divine par Philip K. Dick (Radio libre Albemuth, SIVA, L'Invasion divine et La Transmigration de Timothy Archer)
3. Mother London par Michael Moorcock
4. Resident Evil par Thomas Day
5. Histoires secrètes de Sherlock Holmes par René Reouven
6. Ventus - 1 par Karl Schroeder
7. Ventus - 2 par Karl Schroeder
8. Zodiac par Neal Stephenson
9. De la poussière à la chair / Souvenirs d'une famille d'immortels par Ray Bradbury
10. Trois automnes fantastiques par Ray Bradbury
11. Le Talent assassiné par Francis Valéry

#### 2003
1. Un amour d'outremonde par Tommaso Pincio
2. Déjeuners d'affaires avec l'Antéchrist par Michael Moorcock
3. Obsidio par Johan Heliot
4. Hank Shapiro au pays de la récup' par Terry Bisson
5. Les Chronolithes par Robert Charles Wilson
6. Poison bleu par Gardner R. Dozois et George Alec Effinger
7. L'Échiquier du mal par Dan Simmons
8. Le Système Valentine par John Varley
9. Les Puissances de l'invisible - 1 par Tim Powers
10. Les Puissances de l'invisible - 2 par Tim Powers
11. Journal des années de poudre par Richard Matheson
12. Légendes de la nuit par Richard Matheson

#### 2004
1. Panique à l'université ! par Neal Stephenson
2. Le Souffle du temps par Robert Holdstock
3. Dans la vallée des statues et autres récits par Robert Holdstock
4. L'Équilibre des paradoxes par Michel Pagel
5. La Guerrière oubliée par Mary Gentle
6. La Puissance de Carthage par Mary Gentle
7. Câblé + par Walter Jon Williams
8. L'Archipel du Rêve par Christopher Priest
9. Les Machines sauvages par Mary Gentle
10. Emphyrio et autres aventures par Jack Vance
11. Les Maîtres des dragons et autres aventures par Jack Vance

#### 2005
1. Permanence par Karl Schroeder
2. Delirium Circus par Pierre Pelot
3. La Dispersion des ténèbres par Mary Gentle
4. La Séparation par Christopher Priest
5. Chroniques de l'Inquisition - 1 par S. P. Somtow
6. Chroniques de l'inquisition - 2 par S. P. Somtow
7. Les Continents perdus présenté par Thomas Day
8. Crimes apocryphes - 1 par René Reouven
9. Crimes apocryphes - 2 par René Reouven
10. Blind Lake par Robert Charles Wilson
11. Maître de l'espace et du temps par Rudy Rucker

#### 2006
1. L'Ombre du bourreau - 1 par Gene Wolfe
2. L'Ombre du bourreau - 2 par Gene Wolfe
3. La Tour de Babylone par Ted Chiang
4. Le Royaume blessé par Laurent Kloetzer
5. Des parasites comme nous par Adam Johnson
6. Fondation par Isaac Asimov (Fondation, Fondation et Empire et Seconde Fondation)
7. Fondation foudroyée par Isaac Asimov (Fondation foudroyée et Terre et Fondation)
8. La Fille du roi des elfes par Lord Dunsany
9. La Chair et l'Ombre par Robert Holdstock

#### 2007
1. L'Âge des lumières par Ian R. MacLeod
2. Spin par Robert Charles Wilson
3. Les Chroniques de Durdane : L'Intégrale par Jack Vance
4. La Fille dans le verre par Jeffrey Ford
5. L'Homme démoli / Terminus les étoiles par Alfred Bester
6. Kane : L'Intégrale - 1 par Karl Edward Wagner
7. Leçons du monde fluctuant par Jérôme Noirez
8. L'Énigme du cadran solaire - 1 par Mary Gentle
9. L'Énigme du cadran solaire - 2 par Mary Gentle
10. Fahrenheit 451 / Chroniques martiennes / Les Pommes d'or du soleil par Ray Bradbury

#### 2008
1. À deux pas du néant par Tim Powers
2. Le Monde englouti, suivi de Sécheresse par J. G. Ballard
3. Les Tours de Samarante par Norbert Merjagnan
4. Mysterium par Robert Charles Wilson
5. La Jeune Détective et autres histoires étranges par Kelly Link
6. Kane : L'Intégrale - 2 par Karl Edward Wagner
7. Vélum par Hal Duncan
8. Le Haut-lieu et autres espaces inhabitables par Serge Lehman
9. La Forêt de cristal par J. G. Ballard
10. Le Glamour par Christopher Priest

#### 2009
1. Roi du matin, reine du jour par Ian McDonald
2. Seigneurs de lumière par Roger Zelazny
3. Outrage et Rébellion par Catherine Dufour
4. La Rédemption du marchand de sable par Tom Piccirilli
5. Kane : L'Intégrale - 3 par Karl Edward Wagner
6. Il est difficile d'être un dieu par Arcadi Strougatski et Boris Strougatski
7. Ptah Hotep par Charles Duits
8. Axis par Robert Charles Wilson
9. Retour sur l'horizon présenté par Serge Lehman
10. Encre par Hal Duncan
11. Radio libre Albemuth par Philip K. Dick
12. Léviathan 99 par Ray Bradbury

### Années 2010
| Sommaire : | - Haut - 2010 - 2011 - 2012 - 2013 - 2014 - 2015 - 2016 - 2017 - 2018 - 2019 |

#### 2010
1. Jakabok : Le Démon de Gutenberg par Clive Barker
2. H2G2 : L'Intégrale de la trilogie en cinq volumes par Douglas Adams
3. H2G2 : Encore une chose... par Eoin Colfer
4. L'Île habitée par Arcadi Strougatski et Boris Strougatski
5. Stalker par Arcadi Strougatski et Boris Strougatski
6. À travers temps par Robert Charles Wilson
7. Le Fleuve des dieux par Ian McDonald
8. Cleer par L. L. Kloetzer

#### 2011
1. Grendel par John Gardner
2. Itinéraires nocturnes par Tim Powers
3. Dilvish le Damné par Roger Zelazny
4. Treis, altitude zéro par Norbert Merjagnan
5. Destination ténèbres par Frank M. Robinson
6. Julian par Robert Charles Wilson
7. Moi Lucifer par Glen Duncan

#### 2012
1. AD Noctum par Ludovic Lamarque et Pierre Portrait
2. Soldat des brumes - 1 par Gene Wolfe
3. Soldat des brumes - 2 par Gene Wolfe
4. Butcher Bird par Richard Kadrey
5. Avilion par Robert Holdstock
6. Vortex par Robert Charles Wilson
7. La Maison des derviches par Ian McDonald
8. Omale, l'aire humaine - 1 par Laurent Genefort
9. Omale, l'aire humaine - 2 par Laurent Genefort

#### 2013
1. Le Dernier Loup-garou par Glen Duncan
2. La Trilogie divine par Philip K. Dick (SIVA, L'Invasion divine et La Transmigration de Timothy Archer)
3. Sandman Slim par Richard Kadrey
4. Anamnèse de Lady Star par L. L. Kloetzer
5. Le Chemin des dieux par Jean-Philippe Depotte
6. Le Village des damnés suivi de Chocky par John Wyndham
7. Les Insulaires par Christopher Priest
8. La Petite Déesse par Ian McDonald
9. L'Escargot sur la pente suivi de L'Inquiétude par Arcadi Strougatski et Boris Strougatski

#### 2014
1. Talulla par Glen Duncan
2. L'Homme-soleil par John Gardner
3. Les Vaisseaux d'Omale par Laurent Genefort
4. Morwenna par Jo Walton
5. Notre île sombre par Christopher Priest
6. Quand les ténèbres viendront - L'Intégrale par Isaac Asimov
7. Les Derniers Jours du Paradis par Robert Charles Wilson
8. Trois oboles pour Charon par Franck Ferric
9. Rites de sang par Glen Duncan

#### 2015
1. Le Paradoxe de Fermi par Jean-Pierre Boudine
2. Le Cercle de Farthing par Jo Walton
3. L'Adjacent par Christopher Priest
4. Le Fossoyeur par Adam Sternbergh
5. Kirinyaga : L'Intégrale par Mike Resnick
6. Hamlet au paradis par Jo Walton

#### 2016
1. Les Affinités par Robert Charles Wilson
2. Vostok par Laurent Kloetzer
3. Une demi-couronne par Jo Walton
4. Infinités par Vandana Singh
5. Arslan par M. J. Engh (en)
6. L'Inclinaison par Christopher Priest
7. Latium - 1 par Romain Lucazeau
8. Latium - 2 par Romain Lucazeau

#### 2017
1. Mes vrais enfants par Jo Walton
2. Nouvelle Lune par Ian McDonald
3. La Cité du futur par Robert Charles Wilson
4. Pornarina par Raphaël Eymery
5. La Bibliothèque de Mount Char par Scott Hawkins
6. Les Griffes et les Crocs par Jo Walton

#### 2018
1. Station : La Chute par Al Robertson
2. Lune du loup par Ian McDonald
3. Dans la toile du temps par Adrian Tchaikovsky
4. Autonome par Annalee Newitz
5. Conséquences d'une disparition par Christopher Priest
6. Rétrograde par Peter Cawdron
7. Le Gambit du renard par Yoon Ha Lee

#### 2019
1. L'Ours et le Rossignol par Katherine Arden
2. Blues pour Irontown par John Varley
3. Braises de guerre par Gareth L. Powell
4. Pierre-de-vie par Jo Walton
5. La Fille dans la tour par Katherine Arden
6. Lune montante par Ian McDonald
7. Chiens de guerre par Adrian Tchaikovsky
8. Chroniques martiennes par Ray Bradbury

### Années 2020
| Sommaire : | - Haut - 2020 - 2021 - 2022 - 2023 - 2024 - 2025 |

#### 2020
1. Le Stratagème du corbeau par Yoon Ha Lee
2. L'Hiver de la sorcière par Katherine Arden
3. Expiration par Ted Chiang
4. Vers les étoiles par Mary Robinette Kowal

#### 2021
1. La Chose en soi par Adam Roberts
2. L'Armada de marbre par Gareth L. Powell
3. Dans les profondeurs du temps par Adrian Tchaikovsky
4. La Ville dans le ciel par Chris Brookmyre
5. Vers Mars par Mary Robinette Kowal

#### 2022
1. Invasions divines : Philip K. Dick, une vie par Lawrence Sutin (en)
2. Rendez-vous demain par Christopher Priest
3. L'Éclat d'étoiles impossibles par Gareth L. Powell
4. Ou ce que vous voudrez par Jo Walton
5. Sur la Lune par Mary Robinette Kowal

#### 2023
1. Burning Sky par Stéphane Przybylski
2. Sorcier d'empire par François Baranger
3. Du thé pour les fantômes par Chris Vuklisevic
4. Second Sorcier par François Baranger

#### 2024
1. L'Homme superflu par Mary Robinette Kowal
2. Sorcier Empereur par François Baranger
3. Magie d'encre par Emma Törzs
4. Les Fauteurs d'ordre par Jean-Philippe Jaworski
5. Requiem pour les fantômes par Katherine Arden

#### 2025
1. Des siècles et des siècles par Stéphane Przybylski
2. Dans le berceau du temps par Adrian Tchaikovsky
3. Entre autres univers par Emet North
4. Sous le règne des filles de feu par Sébastien Juillard
5. Sorcier de sang par François Baranger